# DDR-Meisterschaften im Fechten 1958
Die DDR-Meisterschaften im Fechten 1958 waren die siebte Austragung der nationalen Titelkämpfe der Deutschen Demokratischen Republik im Fechten. Die Mannschaftsmeisterschaften fanden um den 25. November 1958 in Bitterfeld (Bezirk Halle) statt, während Zeitpunkt und Austragungsort der Einzelmeisterschaften nicht bekannt sind.

## Medaillengewinner

### Einzelmeisterschaften
| Disziplin | Gold                                               | Silber                                        | Bronze                                        |
| Männer    | Männer                                             | Männer                                        | Männer                                        |
| --------- | -------------------------------------------------- | --------------------------------------------- | --------------------------------------------- |
| Florett   | Hans-Eberhard Gäbel (SC Wissenschaft DHfK Leipzig) | Heinz Ebert (SG Dynamo Mitte Karl-Marx-Stadt) | Horst Kühnert (SC Einheit Dresden)            |
| Degen     | Harry Fiedler (BSG Chemie Rodleben)                | Rudi Kneip (BSG Empor Mitte Leipzig)          | Gisbert Nelke (SC Einheit Dresden)            |
| Säbel     | Rudi Kneip (BSG Empor Mitte Leipzig)               | Werner Freese (SC Wissenschaft DHfK Leipzig)  | Heinz Ebert (SG Dynamo Mitte Karl-Marx-Stadt) |
| Frauen    |                                                    |                                               |                                               |
| Florett   | Marianne Spittel (BSG Rotation Mitte Berlin)       | Hildegard Klitzsch (BSG Medizin Bautzen)      | Karin Lohse (BSG Turbine Frankenberg)         |

### Mannschaftsmeisterschaften
| Disziplin | Gold                            | Silber                         | Bronze                                                                   |
| Männer    | Männer                          | Männer                         | Männer                                                                   |
| --------- | ------------------------------- | ------------------------------ | ------------------------------------------------------------------------ |
| Florett   | SC Wissenschaft DHfK Leipzig    | SC Einheit Dresden             | BSG Motor West Zella-Mehlis Helfricht Waldemar Kührt Schmidt Wagner Wahl |
| Degen     | BSG Lokomotive Köthen           | BSG Empor Mitte Leipzig        | SG Dynamo Mitte Karl-Marx-Stadt                                          |
| Säbel     | BSG Empor Mitte Leipzig         | SC Wissenschaft DHfK Leipzig   | BSG Motor West Zella-Mehlis Helfricht Waldemar Kührt Schmidt Wagner Wahl |
| Frauen    |                                 |                                |                                                                          |
| Florett   | SG Dynamo Mitte Karl-Marx-Stadt | BSG Aufbau Empor-Ost Magdeburg | BSG Empor Mitte Leipzig                                                  |

## Medaillenspiegel
| Rang   | Verein                                                              | Gold | Silber | Bronze | Gesamt |
| ------ | ------------------------------------------------------------------- | ---- | ------ | ------ | ------ |
| 1.     | BSG Empor Mitte Leipzig                                             | 2    | 2      | 1      | 5      |
| 2.     | SC Wissenschaft DHfK Leipzig                                        | 2    | 2      | 0      | 4      |
| 3.     | SG Dynamo Karl-Marx-Stadt                                           | 1    | 1      | 2      | 4      |
| 4.     | BSG Rotation Mitte Berlin BSG Lokomotive Köthen BSG Chemie Rodleben | 1    | 0      | 0      | 1      |
| 7.     | SC Einheit Dresden                                                  | 0    | 1      | 2      | 3      |
| 8.     | BSG Medizin Bautzen BSG Aufbau Empor-Ost Magdeburg                  | 0    | 1      | 0      | 1      |
| 10.    | BSG Motor West Zella-Mehlis                                         | 0    | 0      | 2      | 2      |
| 11.    | BSG Turbine Frankenberg                                             | 0    | 0      | 1      | 1      |
| Gesamt | Gesamt                                                              | 8    | 8      | 8      | 24     |